# Quadrato di Pegaso

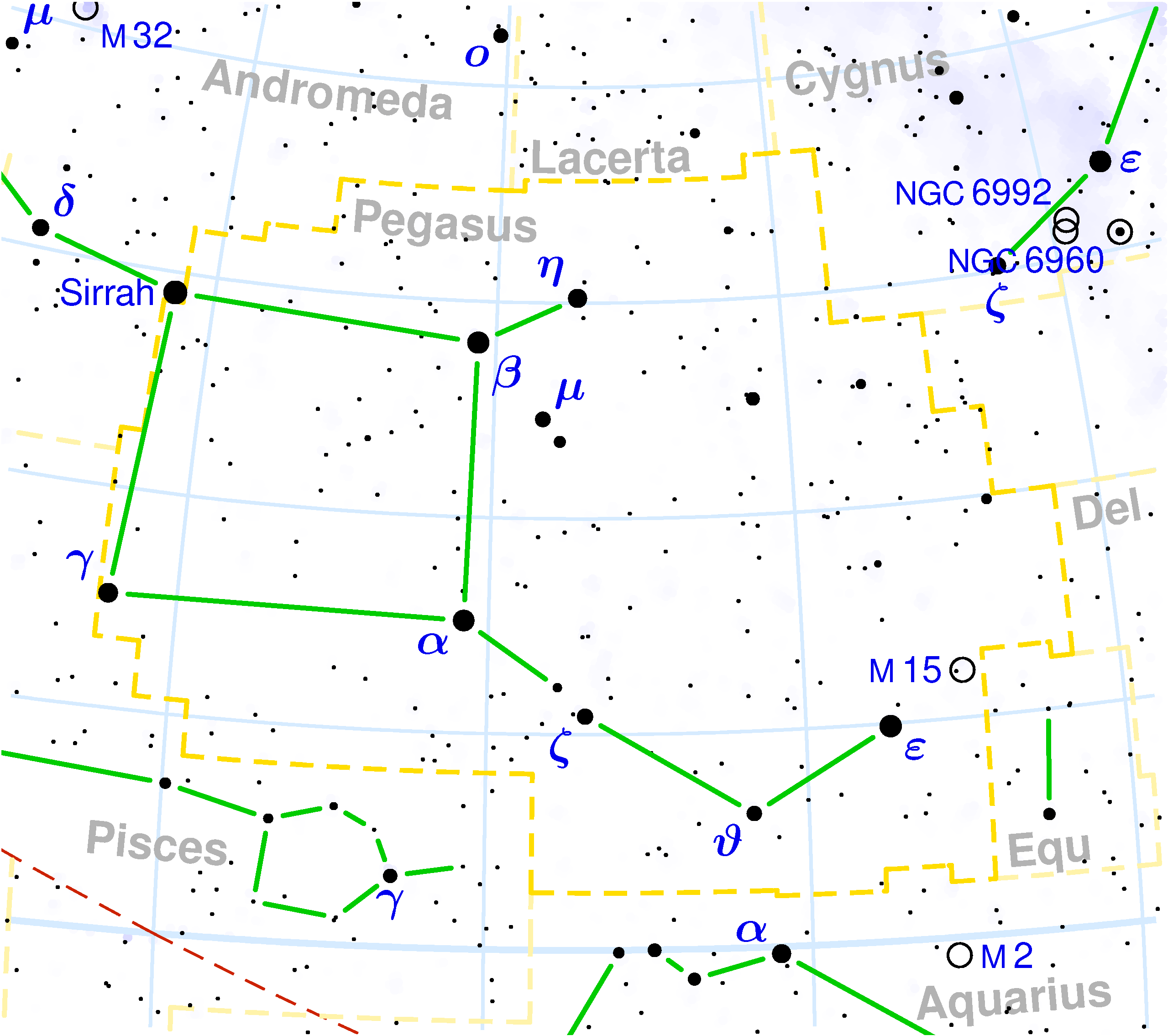
La costellazione di Pegaso; è evidente sulla sinistra l'ampio quadrato che dà il nome all'asterismo.

Il Quadrato di Pegaso (chiamato anche Grande Croce) è un asterismo tipico dell'emisfero boreale; è visibile comunque da tutte le regioni della Terra, ad eccezione dell'Antartide. Il suo nome è dovuto alla particolare disposizione di quattro stelle di seconda magnitudine, che formano un quadrilatero molto regolare in corrispondenza della costellazione di Pegaso, anche se uno dei suoi elementi fa parte della costellazione di Andromeda.

## Osservazione
Il Quadrato di Pegaso è ben visibile durante la fine dell'estate, l'autunno e parte dell'inverno boreale, mentre a sud dell'equatore si mostra specialmente durante la primavera australe. Le sue stelle principali sono α Pegasi (Markab), β Pegasi (Scheat) e γ Pegasi (Algenib), più la stella δ, ora nota come α Andromedae (Alferatz o Sirrah), poiché fa parte della costellazione di Andromeda. Colpisce il fatto che all'interno della vasta area racchiusa nell'asterismo non vi sia traccia di stelle luminose, ma solo un debole sfondo di astri minuti visibili solo in nottate molto limpide.
Le quattro stelle del Quadrato, sommate alle due stelle più luminose di Andromeda e alla stella Algol, formano un grandissimo asterismo molto simile al Grande Carro dell'Orsa maggiore.
In prossimità di questo quadrato stellare troviamo la galassia a spirale NGC 7331 e l’ammasso globulare M 15.